# خونبارش
خون‌بارش فیلمی به کارگردانی  و نویسندگی امیر قویدل محصول سال ۱۳۵۹ است.
فیلم‌برداری خون‌بارش در تابستان ۱۳۵۸ انجام شد.

## بازیگران
- عباس اسدی گوئیچ
- حسن نورهانی
- سیدعلی صالحی
- افشین
- داوود خیابانی
- علی عسگری
- علی حسامی
- اکبر فرنیا
- اصغر جلیلی
- علی طالبی
- علی رضایی